# Ignace Gropp
Ignace Groop (1695-1758) fue un historiador y religioso de Alemania.

## Biografía
Gropp nació en Kissingen en 1695 y falleció en Gunderlesben en 19 de noviembre de 1758 y entró en la Orden de San Benito y devino bibliotecario en el monasterio de San Esteban en Wurzburgo, y como narrador histórico dejó escritas varias obras, entre las más conocidas se encuentra la Vita de Santa Bilhilde, realizada en latín y editada en 1727.
La obras de Gropp están hechas con gran cuidado y atención y contienen de preciosos  documentos para la historia de la Franconia, y hablan del gramático y estudioso de la lexicología alemán Johann Cristoph Adelung (1694-1806) en su obra "Allgemeines Gelehrten-Lexicon", Leipzig, 1750-1897, y el filósofo, historiador y geógrafo de Alemania Friedrich Karl Gotllob Hirsching (1762-1800) en su obra Historichs-literarisches Handbuch, 1792, reeditada en 1972, en Graz, de sus obras.

## Obras
- Vita S. Bilhildi,.., Wurtzbourgh, 1727.
- Monumenta sepulchralia ecclesiae Ebracensis, Wurtzbourgh, 1730.
- Historia monasterii amorbacensis, Fráncfort, 1736, in-fol.
- Lebensbeschreibung der heil Kiliani,.., 1738, in-4º.
- Colectio scriptorum et rerum Wirceburgensium, 1744-1750, 4 vols.
- Antiquitates Wiceburgensis
- Wurzburgische Chronik, 1750.
- Aetas mille annorum antiquissimi et regalis monasteriii,..., Fráncfort, 1736, in-fol.